# 森尼赛德 (犹他州)
森尼赛德（英文：Sunnyside），是美国犹他州卡本县下属的一座城市。建市于 1912年，面积大约为3.13平方英里（8.1平方公里），海拔约为6,414英尺（1,955米）。根据2010年美国人口普查，该市有人口377人。